# Liste der Staatsoberhäupter von Burkina Faso
Dies ist eine Liste der Liste der Staatsoberhäupter von Burkina Faso (bis 1984 Obervolta genannt) seit der Unabhängigkeit 1960.

## Obervolta (1960–1984)
| Nr. | Bild            | Name (Lebensdaten)                 | Amtsbezeichnung                                                                 | Amtszeit                   | Amtszeit                      | Partei  |
| Nr. | Bild            | Name (Lebensdaten)                 | Amtsbezeichnung                                                                 | Beginn                     | Ende                          | Partei  |
| --- | --------------- | ---------------------------------- | ------------------------------------------------------------------------------- | -------------------------- | ----------------------------- | ------- |
| 1   |                 | Maurice Yaméogo (* 1921; † 1993)   | Präsident                                                                       | 5. August 1960             | 3. Januar 1966                | UDV     |
| 2   |                 | Sangoulé Lamizana (* 1916; † 2005) | Präsident                                                                       | 3. Januar 1966             | 25. November 1980 (abgesetzt) | Militär |
| −   |                 | Saye Zerbo (* 1932; † 2013)        | Präsident des Militärkomitees der Wiederherstellung des Nationalen Fortschritts | 25. November 1980          | 7. November 1982 (abgesetzt)  | Militär |
| −   |                 | Jean-Baptiste Ouédraogo (* 1942)   | Vorsitzender des Volksbefreiungskomitees                                        | 7. November 1982           | 26. November 1982             | Militär |
| −   | Staatsoberhaupt | Jean-Baptiste Ouédraogo (* 1942)   | 26. November 1982                                                               | 4. August 1983 (abgesetzt) |                               | Militär |
| −   |                 | Thomas Sankara (* 1949; † 1987)    | Vorsitzender des Nationalen Revolutionsrates und Staatsoberhaupt                | 4. August 1983             | 4. August 1984                | Militär |

Unter Thomas Sankara wurde das Land in Burkina Faso umbenannt.

## Burkina Faso (ab 1984)
| Nr. | Bild                                         | Name (Lebensdaten)                  | Amtsbezeichnung | Amtszeit                              | Amtszeit                           | Partei    |
| Nr. | Bild                                         | Name (Lebensdaten)                  | Amtsbezeichnung | Beginn                                | Ende                               | Partei    |
| --- | -------------------------------------------- | ----------------------------------- | --- | ------------------------------------- | ---------------------------------- | --------- |
| −   |                                              | Thomas Sankara (* 1949; † 1987)     | Vorsitzender des Nationalen Revolutionsrates und Staatsoberhaupt                                                        | 4. August 1984                        | 15. Oktober 1987 (im Amt ermordet) | Militär   |
| −   |                                              | Blaise Compaoré (* 1951)            | Präsident der Volksfront                                                                                                | 15. Oktober 1987                      | 31. Oktober 1987                   | Militär   |
| −   | Präsident der Volksfront und Staatsoberhaupt | Blaise Compaoré (* 1951)            | 31. Oktober 1987 | Dezember 1991                         | ODP-MT / CDP                       |           |
| 3   | Präsident                                    | Blaise Compaoré (* 1951)            | Dezember 1991 | 31. Oktober 2014                      | ODP-MT / CDP                       |           |
| −   |                                              | Honoré Traoré (* 1957)              | Kommissarisches Staatsoberhaupt                                                                                         | 31. Oktober 2014                      | 1. November 2014                   | Militär   |
| −   |                                              | Isaac Zida (* 1965)                 | Kommissarisches Staatsoberhaupt                                                                                         | 1. November 2014                      | 18. November 2014                  | Militär   |
| −   |                                              | Michel Kafando (* 1942)             | Interimspräsident | 18. November 2014                     | 17. September 2015 (abgesetzt)     | parteilos |
| −   | Gilbert Diendéré                             | Gilbert Diendéré (* 1960/1961)      | Vorsitzender des Nationalen Rats für Demokratie                                                                         | 17. September 2015                    | 24. September 2015                 | Militär   |
| −   |                                              | Michel Kafando (* 1942)             | Interimspräsident | 24. September 2015 (wiedereingesetzt) | 29. Dezember 2015                  | parteilos |
| 4   |                                              | Roch Marc Kaboré (* 1957)           | Präsident | 29. Dezember 2015                     | 24. Januar 2022                    | MPP       |
| −   |                                              | Paul-Henri Sandaogo Damiba (* 1981) | Oberstleutnant der burkinischen Streitkräfte, Präsident der Patriotischen Bewegung für Sicherheit und Wiederherstellung | 24. Januar 2022                       | 30. September 2022                 | Militär   |
| −   |                                              | Ibrahim Traoré (* 1988)             | Interimspräsident und Hauptmann der burkinischen Streitkräfte                                                           | 30. September 2022                    | im Amt                             | Militär   |